# Кіча Антон Владиславович
Антон Владиславович Кіча (нар. 1 травня 1990, Дніпропетровськ, Українська РСР, СРСР) — український футболіст, лівий півзахисник «Металурга» (З).

## Біографія

### Початок кар'єри. «Дніпро-75»
Антон Кіча народився 1 травня 1990 року в місті Дніпропетровськ. З восьми років займався футболом у ДЮСШ № 12 (Дніпропетровськ). Перший тренер — Анатолій Миколайович Зюзь. У восьмому класі був запрошений в Дніпропетровське вище училище фізичної культури, де продовжив навчання. Після закінчення навчання грав у чемпіонаті міста Дніпропетровська в команді «Локомотив-Ветеран». Коли в жовтні 2007 року в місті було організовано ФК «Дніпро-75», його тренери стали комплектувати команду випускниками дніпропетровських дитячо-юнацьких спортивних шкіл. Одним з гравців нового клубу став Антон Кіча. З цією командою виступав у чемпіонаті області, аматорському чемпіонаті України, а 20 липня 2008 дебютував серед професіоналів у другій лізі. У професіоналах «Дніпро-75» провів півтора сезони. За цей час Кіча зіграв за команду 39 матчів і забив 1 гол харківському «Арсеналу».

### «Іллічівець»
Навесні 2010 року на запрошення Едуарда Хаврова перейшов в «Іллічівець». За дубль маріупольців дебютував 13 березня 2010 року в грі з однолітками з «Таврії». Серед дублерів азовців став одним з основних гравців. У сезоні 2011/12 провів за цю команду найбільшу кількість матчів і поділив з Єгором Івановим звання найкращого бомбардира.
16 липня 2010 перед черговим календарним матчем з молодіжним складом «Ворскли» тренер маріупольців Едуард Хавров попередив Кічу, що той зіграє один тайм і залишиться в Полтаві на гру першої команди. Футболіст за 45 хвилин на полі забив один гол і узяти участь в другому, коли після його прострілу захисник «Ворскли» зрізав м'яч у свої ворота. Наступного дня головний тренер «Іллічівця» Ілля Близнюк випустив дебютанта на 87 хвилині матчу Прем'єр-ліги замість Івана Кривошеєнко.
У наступному сезоні в складі головної команди Антон зіграв ще двічі — в матчах з донецьким «Металургом» і «Карпатами». Залишаючись гравцем «молодіжки», проходив передсезонну підготовку з основним складом. В одному з товариських матчів забив три м'ячі у ворота хорватського клубу «Чаковец». З часом конкуренція за місце в складі «Іллічівця» зросла, і футболістові запропонували пограти в «Олександрії» на правах оренди.
В лютому 2015 року перейшов до одеського «Чорноморця».

### «Олександрія» і «Чорноморець»
Влітку 2013 року уклав з олександрійцями повноцінний контракт. З цією командою ставав бронзовим (2012/13) і срібним (2013/14) призером турнірів першої ліги. І всього у складі команди провів 30 матчів і забив 2 м'ячі.
У лютому 2015 року перейшов до «Чорноморця», де до кінця сезону зіграв лише 3 матчі у Прем'єр-лізі і ще дві на кубок, голами не відзначився і в червні покинув клуб.

### Повернення до Першої ліги
В липні 2015 року перейшов до складу харківського «Геліосу», де грав у першій лізі аж до моменту розпаду команди у 2018 році, після чого виступав у цьому ж дивізіоні за команди «Гірник-Спорт», «Минай» та «ВПК-Агро».